# 2008-as IIHF divízió II-es jégkorong-világbajnokság
A 2008-as IIHF divízió II-es jégkorong-világbajnokság A csoportját Csíkszeredában, Romániában, a B csoportját Newcastle-ben, Ausztráliában rendezték április 7. és 13. között. A vb-n 12 válogatott vett részt, két hatos csoportban.

## Résztvevők
A világbajnokságon az alábbi 12 válogatott vett részt.
A csoport
| Csapat   | Kvalifikáció módja                                                            |
| -------- | ----------------------------------------------------------------------------- |
| Románia  | Rendező, előző évben a divízió I B csoportjának 6. helyén végzett és kiesett. |
| Belgium  | Előző évben a divízió II A csoportjának 2. helyén végzett.                    |
| Izrael   | Előző évben a divízió II B csoportjának 3. helyén végzett.                    |
| Szerbia  | Előző évben a divízió II A csoportjának 4. helyén végzett.                    |
| Bulgária | Előző évben a divízió II A csoportjának 5. helyén végzett.                    |
| Írország | Előző évben a divízió III 2. helyén végzett és feljutott.                     |

B csoport
| Csapat        | Kvalifikáció módja                                                   |
| ------------- | -------------------------------------------------------------------- |
| Kína          | Előző évben a divízió I A csoportjának 6. helyén végzett és kiesett. |
| Ausztrália    | Rendező, előző évben a divízió II B csoportjának 2. helyén végzett.  |
| Spanyolország | Előző évben a divízió II A csoportjának 3. helyén végzett.           |
| Izland        | Előző évben a divízió II B csoportjának 4. helyén végzett.           |
| Mexikó        | Előző évben a divízió II B csoportjának 5. helyén végzett.           |
| Új-Zéland     | Előző évben a divízió III 1. helyén végzett és feljutott.            |

## Eredmények
| Jelmagyarázat             |
| ------------------------- |
| Feljutott a divízió I-be. |
| Kiesett a divízió III-ba. |

### A csoport
| Nemzet   | M | Gy | HGy | HV | V | G+ | G- | Gk  | P  |
| -------- | - | -- | --- | -- | - | -- | -- | --- | -- |
| Románia  | 5 | 5  | 0   | 0  | 0 | 65 | 2  | +63 | 15 |
| Belgium  | 5 | 3  | 1   | 0  | 1 | 29 | 14 | +15 | 11 |
| Szerbia  | 5 | 3  | 0   | 1  | 1 | 32 | 19 | +13 | 10 |
| Izrael   | 5 | 1  | 1   | 0  | 3 | 16 | 28 | −12 | 5  |
| Bulgária | 5 | 1  | 0   | 1  | 3 | 14 | 44 | −30 | 4  |
| Írország | 5 | 0  | 0   | 0  | 5 | 8  | 57 | −49 | 0  |

| 2008. április 7. 13:30 | Írország | 1–13 (1–2, 0–3, 0–8) | Szerbia | Vákár Lajos Műjégpálya, Csíkszereda |

| Jegyzőkönyv | Jegyzőkönyv | Jegyzőkönyv | Jegyzőkönyv | Jegyzőkönyv |
| ----------- | ----------- | ----------- | ----------- | ----------- |
|             |             |             |             |             |
|             |             |             |             |             |
|             |             |             |             |             |
|             |             |             |             |             |

| 2008. április 7. 17:00 | Belgium | 8–1 (4–0, 1–1, 3–0) | Bulgária | Vákár Lajos Műjégpálya, Csíkszereda |

| Jegyzőkönyv | Jegyzőkönyv | Jegyzőkönyv | Jegyzőkönyv | Jegyzőkönyv |
| ----------- | ----------- | ----------- | ----------- | ----------- |
|             |             |             |             |             |
|             |             |             |             |             |
|             |             |             |             |             |
|             |             |             |             |             |

| 2008. április 7. 20:30 | Izrael | 0–13 (0–4, 0–5, 0–4) | Románia | Vákár Lajos Műjégpálya, Csíkszereda |

| Jegyzőkönyv | Jegyzőkönyv | Jegyzőkönyv | Jegyzőkönyv | Jegyzőkönyv |
| ----------- | ----------- | ----------- | ----------- | ----------- |
|             |             |             |             |             |
|             |             |             |             |             |
|             |             |             |             |             |
|             |             |             |             |             |

| 2008. április 8. 13:30 | Bulgária | 7–4 (2–1, 1–1, 4–2) | Írország | Vákár Lajos Műjégpálya, Csíkszereda |

| Jegyzőkönyv | Jegyzőkönyv | Jegyzőkönyv | Jegyzőkönyv | Jegyzőkönyv |
| ----------- | ----------- | ----------- | ----------- | ----------- |
|             |             |             |             |             |
|             |             |             |             |             |
|             |             |             |             |             |
|             |             |             |             |             |

| 2008. április 8. 17:00 | Románia | 10–0 (3–0, 4–0, 3–0) | Szerbia | Vákár Lajos Műjégpálya, Csíkszereda |

| Jegyzőkönyv | Jegyzőkönyv | Jegyzőkönyv | Jegyzőkönyv | Jegyzőkönyv |
| ----------- | ----------- | ----------- | ----------- | ----------- |
|             |             |             |             |             |
|             |             |             |             |             |
|             |             |             |             |             |
|             |             |             |             |             |

| 2008. április 8. 20:30 | Belgium | 6–3 (2–2, 3–1, 1–0) | Izrael | Vákár Lajos Műjégpálya, Csíkszereda |

| Jegyzőkönyv | Jegyzőkönyv | Jegyzőkönyv | Jegyzőkönyv | Jegyzőkönyv |
| ----------- | ----------- | ----------- | ----------- | ----------- |
|             |             |             |             |             |
|             |             |             |             |             |
|             |             |             |             |             |
|             |             |             |             |             |

| 2008. április 10. 13:30 | Belgium | 9–1 (3–0, 4–1, 2–0) | Írország | Vákár Lajos Műjégpálya, Csíkszereda |

| Jegyzőkönyv | Jegyzőkönyv | Jegyzőkönyv | Jegyzőkönyv | Jegyzőkönyv |
| ----------- | ----------- | ----------- | ----------- | ----------- |
|             |             |             |             |             |
|             |             |             |             |             |
|             |             |             |             |             |
|             |             |             |             |             |

| 2008. április 10. 17:00 | Izrael | 1–4 (1–0, 0–3, 0–1) | Szerbia | Vákár Lajos Műjégpálya, Csíkszereda |

| Jegyzőkönyv | Jegyzőkönyv | Jegyzőkönyv | Jegyzőkönyv | Jegyzőkönyv |
| ----------- | ----------- | ----------- | ----------- | ----------- |
|             |             |             |             |             |
|             |             |             |             |             |
|             |             |             |             |             |
|             |             |             |             |             |

| 2008. április 10. 20:30 | Románia | 16–0 (7–0, 4–0, 5–0) | Bulgária | Vákár Lajos Műjégpálya, Csíkszereda |

| Jegyzőkönyv | Jegyzőkönyv | Jegyzőkönyv | Jegyzőkönyv | Jegyzőkönyv |
| ----------- | ----------- | ----------- | ----------- | ----------- |
|             |             |             |             |             |
|             |             |             |             |             |
|             |             |             |             |             |
|             |             |             |             |             |

| 2008. április 11. 13:30 | Szerbia | 4–5 (sz.) (3–1, 1–2, 0–1) (h.u.: 0–0) (sz.: 0–1) | Belgium | Vákár Lajos Műjégpálya, Csíkszereda |

| Jegyzőkönyv | Jegyzőkönyv | Jegyzőkönyv | Jegyzőkönyv | Jegyzőkönyv |
| ----------- | ----------- | ----------- | ----------- | ----------- |
|             |             |             |             |             |
|             |             |             |             |             |
|             |             |             |             |             |
|             |             |             |             |             |

| 2008. április 11. 17:00 | Bulgária | 4–5 (h.u.) (1–2, 1–0, 2–2) (h.u.: 0–1) | Izrael | Vákár Lajos Műjégpálya, Csíkszereda |

| Jegyzőkönyv | Jegyzőkönyv | Jegyzőkönyv | Jegyzőkönyv | Jegyzőkönyv |
| ----------- | ----------- | ----------- | ----------- | ----------- |
|             |             |             |             |             |
|             |             |             |             |             |
|             |             |             |             |             |
|             |             |             |             |             |

| 2008. április 11. 20:30 | Írország | 1–21 (0–7, 1–5, 0–9) | Románia | Vákár Lajos Műjégpálya, Csíkszereda |

| Jegyzőkönyv | Jegyzőkönyv | Jegyzőkönyv | Jegyzőkönyv | Jegyzőkönyv |
| ----------- | ----------- | ----------- | ----------- | ----------- |
|             |             |             |             |             |
|             |             |             |             |             |
|             |             |             |             |             |
|             |             |             |             |             |

| 2008. április 13. 13:30 | Szerbia | 11–2 (6–0, 5–0, 0–2) | Bulgária | Vákár Lajos Műjégpálya, Csíkszereda |

| Jegyzőkönyv | Jegyzőkönyv | Jegyzőkönyv | Jegyzőkönyv | Jegyzőkönyv |
| ----------- | ----------- | ----------- | ----------- | ----------- |
|             |             |             |             |             |
|             |             |             |             |             |
|             |             |             |             |             |
|             |             |             |             |             |

| 2008. április 13. 17:00 | Izrael | 7–1 (2–0, 4–1, 1–0) | Írország | Vákár Lajos Műjégpálya, Csíkszereda |

| Jegyzőkönyv | Jegyzőkönyv | Jegyzőkönyv | Jegyzőkönyv | Jegyzőkönyv |
| ----------- | ----------- | ----------- | ----------- | ----------- |
|             |             |             |             |             |
|             |             |             |             |             |
|             |             |             |             |             |
|             |             |             |             |             |

| 2008. április 13. 20:30 | Románia | 5–1 (2–1, 1–0, 2–0) | Belgium | Vákár Lajos Műjégpálya, Csíkszereda |

| Jegyzőkönyv | Jegyzőkönyv | Jegyzőkönyv | Jegyzőkönyv | Jegyzőkönyv |
| ----------- | ----------- | ----------- | ----------- | ----------- |
|             |             |             |             |             |
|             |             |             |             |             |
|             |             |             |             |             |
|             |             |             |             |             |

### B csoport
| Nemzet        | M | Gy | HGy | HV | V | G+ | G- | Gk  | P  |
| ------------- | - | -- | --- | -- | - | -- | -- | --- | -- |
| Ausztrália    | 5 | 5  | 0   | 0  | 0 | 20 | 6  | +14 | 15 |
| Kína          | 5 | 2  | 2   | 0  | 1 | 21 | 14 | +7  | 10 |
| Spanyolország | 5 | 3  | 0   | 1  | 1 | 20 | 19 | +1  | 10 |
| Mexikó        | 5 | 2  | 0   | 0  | 3 | 14 | 20 | −6  | 6  |
| Izland        | 5 | 1  | 0   | 1  | 3 | 17 | 21 | −4  | 4  |
| Új-Zéland     | 5 | 0  | 0   | 0  | 5 | 11 | 23 | –12 | 0  |

| 2008. április 7. 13:00 | Spanyolország | 4–5 (sz.) (1–0, 2–3, 1–1) (h.u.: 0–0) (sz.: 0–1) | Kína | HISS Arena, Newcastle |

| Jegyzőkönyv | Jegyzőkönyv | Jegyzőkönyv | Jegyzőkönyv | Jegyzőkönyv |
| ----------- | ----------- | ----------- | ----------- | ----------- |
|             |             |             |             |             |
|             |             |             |             |             |
|             |             |             |             |             |
|             |             |             |             |             |

| 2008. április 7. 16:30 | Új-Zéland | 3–6 (1–2, 1–3, 1–1) | Izland | HISS Arena, Newcastle |

| Jegyzőkönyv | Jegyzőkönyv | Jegyzőkönyv | Jegyzőkönyv | Jegyzőkönyv |
| ----------- | ----------- | ----------- | ----------- | ----------- |
|             |             |             |             |             |
|             |             |             |             |             |
|             |             |             |             |             |
|             |             |             |             |             |

| 2008. április 7. 20:00 | Ausztrália | 7–1 (2–0, 3–1, 2–0) | Mexikó | HISS Arena, Newcastle |

| Jegyzőkönyv | Jegyzőkönyv | Jegyzőkönyv | Jegyzőkönyv | Jegyzőkönyv |
| ----------- | ----------- | ----------- | ----------- | ----------- |
|             |             |             |             |             |
|             |             |             |             |             |
|             |             |             |             |             |
|             |             |             |             |             |

| 2008. április 9. 13:00 | Kína | 5–4 (sz.) (2–1, 1–1, 1–2) (h.u.: 0–0) (sz.: 1–0) | Izland | HISS Arena, Newcastle |

| Jegyzőkönyv | Jegyzőkönyv | Jegyzőkönyv | Jegyzőkönyv | Jegyzőkönyv |
| ----------- | ----------- | ----------- | ----------- | ----------- |
|             |             |             |             |             |
|             |             |             |             |             |
|             |             |             |             |             |
|             |             |             |             |             |

| 2008. április 9. 16:30 | Mexikó | 2–0 (1–0, 1–0, 0–0) | Új-Zéland | HISS Arena, Newcastle |

| Jegyzőkönyv | Jegyzőkönyv | Jegyzőkönyv | Jegyzőkönyv | Jegyzőkönyv |
| ----------- | ----------- | ----------- | ----------- | ----------- |
|             |             |             |             |             |
|             |             |             |             |             |
|             |             |             |             |             |
|             |             |             |             |             |

| 2008. április 9. 20:00 | Ausztrália | 5–3 (1–1, 1–2, 3–0) | Spanyolország | HISS Arena, Newcastle |

| Jegyzőkönyv | Jegyzőkönyv | Jegyzőkönyv | Jegyzőkönyv | Jegyzőkönyv |
| ----------- | ----------- | ----------- | ----------- | ----------- |
|             |             |             |             |             |
|             |             |             |             |             |
|             |             |             |             |             |
|             |             |             |             |             |

| 2008. április 10. 13:00 | Kína | 5–3 (1–3, 2–0, 2–0) | Mexikó | HISS Arena, Newcastle |

| Jegyzőkönyv | Jegyzőkönyv | Jegyzőkönyv | Jegyzőkönyv | Jegyzőkönyv |
| ----------- | ----------- | ----------- | ----------- | ----------- |
|             |             |             |             |             |
|             |             |             |             |             |
|             |             |             |             |             |
|             |             |             |             |             |

| 2008. április 10. 16:30 | Spanyolország | 4–3 (1–0, 3–0, 0–3) | Izland | HISS Arena, Newcastle |

| Jegyzőkönyv | Jegyzőkönyv | Jegyzőkönyv | Jegyzőkönyv | Jegyzőkönyv |
| ----------- | ----------- | ----------- | ----------- | ----------- |
|             |             |             |             |             |
|             |             |             |             |             |
|             |             |             |             |             |
|             |             |             |             |             |

| 2008. április 10. 20:00 | Ausztrália | 4–2 (1–0, 1–2, 2–0) | Új-Zéland | HISS Arena, Newcastle |

| Jegyzőkönyv | Jegyzőkönyv | Jegyzőkönyv | Jegyzőkönyv | Jegyzőkönyv |
| ----------- | ----------- | ----------- | ----------- | ----------- |
|             |             |             |             |             |
|             |             |             |             |             |
|             |             |             |             |             |
|             |             |             |             |             |

| 2008. április 12. 13:00 | Mexikó | 2–4 (1–1, 1–2, 0–1) | Spanyolország | HISS Arena, Newcastle |

| Jegyzőkönyv | Jegyzőkönyv | Jegyzőkönyv | Jegyzőkönyv | Jegyzőkönyv |
| ----------- | ----------- | ----------- | ----------- | ----------- |
|             |             |             |             |             |
|             |             |             |             |             |
|             |             |             |             |             |
|             |             |             |             |             |

| 2008. április 12. 16:30 | Új-Zéland | 2–6 (2–1, 0–3, 0–2) | Kína | HISS Arena, Newcastle |

| Jegyzőkönyv | Jegyzőkönyv | Jegyzőkönyv | Jegyzőkönyv | Jegyzőkönyv |
| ----------- | ----------- | ----------- | ----------- | ----------- |
|             |             |             |             |             |
|             |             |             |             |             |
|             |             |             |             |             |
|             |             |             |             |             |

| 2008. április 12. 20:00 | Izland | 0–3 (0–1, 0–1, 0–1) | Ausztrália | HISS Arena, Newcastle |

| Jegyzőkönyv | Jegyzőkönyv | Jegyzőkönyv | Jegyzőkönyv | Jegyzőkönyv |
| ----------- | ----------- | ----------- | ----------- | ----------- |
|             |             |             |             |             |
|             |             |             |             |             |
|             |             |             |             |             |
|             |             |             |             |             |

| 2008. április 13. 13:00 | Izland | 4–6 (1–4, 3–1, 0–1) | Mexikó | HISS Arena, Newcastle |

| Jegyzőkönyv | Jegyzőkönyv | Jegyzőkönyv | Jegyzőkönyv | Jegyzőkönyv |
| ----------- | ----------- | ----------- | ----------- | ----------- |
|             |             |             |             |             |
|             |             |             |             |             |
|             |             |             |             |             |
|             |             |             |             |             |

| 2008. április 13. 16:30 | Spanyolország | 5–4 (1–1, 1–0, 3–3) | Új-Zéland | HISS Arena, Newcastle |

| Jegyzőkönyv | Jegyzőkönyv | Jegyzőkönyv | Jegyzőkönyv | Jegyzőkönyv |
| ----------- | ----------- | ----------- | ----------- | ----------- |
|             |             |             |             |             |
|             |             |             |             |             |
|             |             |             |             |             |
|             |             |             |             |             |

| 2008. április 13. 20:00 | Kína | 0–1 (0–1, 0–0, 0–0) | Ausztrália | HISS Arena, Newcastle |

| Jegyzőkönyv | Jegyzőkönyv | Jegyzőkönyv | Jegyzőkönyv | Jegyzőkönyv |
| ----------- | ----------- | ----------- | ----------- | ----------- |
|             |             |             |             |             |
|             |             |             |             |             |
|             |             |             |             |             |
|             |             |             |             |             |